# Principado de Nitra
El Principado de Nitra (en eslovaco: Nitrianske kniežatstvo, o también Nitriansko o Nitrava; en húngaro: Nyitrai Fejedelemség) fue un principado eslavo que se extendió por el territorio sudoccidental de la actual Eslovaquia. Su centro estaba en Nitra, pero se extendía bastante más al norte (Turec, Orava Inferior, región del Vag) y al este (Spiš, Gemer y el Zemplín/Zemplén).
Se trata del primer estado conocido de los antepasados de los eslovacos (si no se considera el Imperio de Samo).
Surge a finales del siglo VIII (como muy tarde alrededor del 800). Durante el reinado de Pribina, en el siglo IX se convierte en una entidad política independiente del Imperio Franco. Pribina gobierna desde el 825. En esta época se extiende el cristianismo, se construyen las primeras iglesias. Así, en el 828 Adalram de Salzburgo consagra la primera iglesia en Nitrava (Nitra). En el año 833, Mojmír I de la Gran Moravia se anexiona el territorio y según algunos autores, Pribina es desterrado y huye al sur, se instala en la región del lago Balatón como vasallo del rey franco y funda Zalavár, según otros se convierte en vasallo de Mojmír I.
Desde el 850 es Svatopluk el Príncipe de Nitra, más tarde, entre el 871 y el 894 se convierte en Rey de la Gran Moravia. Entre el 894 y el 899 así como en 906-907 el Príncipe de Nitra será su hijo, Svatopluk II. Su otro hijo Mojmír II, en cambio, será elegido Rey de la Gran Moravia.
Tras la caída de la Gran Moravia ante los húngaros, en el 907, Nitra pasa a formar parte de Hungría.
Los reyes Bela I de Hungría y Ladislao I de Hungría, por ejemplo recibieron de sus hermanos mayores el título de Príncipe de Nitra, antes de ascender al trono húngaro como sucesores.
En 1108, príncipe real húngaro Álmos el ciego, hermano del rey Colomán de Hungría fue encarcelado tras tratar de obtener la corona en varias ocasiones, y con él acaba el título de Príncipe de Nitra. Colomán le retiró todos los honores, y mandó a cegar a su hermano Álmos. Tras esto, en 1110 se reorganizó administrativamente el Reino de Hungría y el Principado de Nitra desapareció, dividiéndose su territorio en diferentes condados (comitates).

## Príncipes
- 825-833: Pribina
- 867-894: Svätopluk (desde el 871 rey de la Gran Moravia)
- 894-899 (o 906): Svätopluk II

- Datos: Q837326
- Multimedia: Principality of Nitra / Q837326